# Scorpis chilensis
Scorpis chilensis är en fiskart som beskrevs av Guichenot, 1848. Scorpis chilensis ingår i släktet Scorpis och familjen Kyphosidae. Inga underarter finns listade i Catalogue of Life.